# Pieter Jacob Costerus
Pieter Jacob Costerus (Edam, 3 oktober 1806 - Sneek, 15 maart 1862) was een Fries schoolbestuurder en lid van de Tweede Kamer der Staten-Generaal.
Pieter Jacob Costerus kwam uit een Edamse familie van bestuurders, en was de zoon van kaashandelaar en burgemeester van Edam Pieter Costerus en Lijsbeth Kat. Hij had twee oudere broers, waarvan de oudste nog enige tijd optrad als zijn voogd toen hun vader overleed (1819). Na de Franse school in Edam (1817 - 1820) werkte hij enige tijd in een handelszaak in Edam (1820 - 1823) en ging hij naar het gymnasium in Hoorn (1823 - 1826). Vanaf 1826 studeerde hij enige tijd theologie (welke studie hij niet afrondde), en letteren (promotie op 9 april 1835), beide aan de Hogeschool te Utrecht. Als vrijwilliger bij het Jagercorps der Utrechtse studenten maakte hij de Tiendaagse Oorlog mee.
Al tijdens de laatste fase van zijn studie raakte hij betrokken bij het schoolbestuur - hij was van 1833 tot 1835 conrector van de Latijnse scholen te Oldenzaal. Na zijn promotie in 1835 keerde hij terug naar Hoorn, waar hij vijf jaar lang conrector was aan het Gymnasium. Van 1840 tot 1843 was hij conrector aan het Gymnasium te Arnhem, tot hij in 1843 een positie betrok als rector aan het gymnasium te Sneek (waar hij solliciteerde na te zijn gepasseerd voor de vrijgekomen positie van rector in Arnhem). In Sneek stelde hij zich uiteindelijk verkiesbaar voor de Tweede Kamer der Staten-Generaal, waarbij hij in 1848 na herstemming een benoeming verwierf voor het kiesdistrict Sneek. Hij liet zich tijdens zijn periode als Kamerlid vervangen als rector.
Costerus sprak in de Tweede Kamer over uiteenlopende onderwerpen; onder andere bij de behandeling van de Scheepvaartwetten, van de Wet op de parlementaire enquête, bij justitiële onderwerpen, en bij behandeling van de Kieswet en van pensioenwetten. Hij was tamelijk actief als deelnemer aan de debatten. In 1850 en 1852 stelde hij zich wederom verkiesbaar, maar hij werd beide keren niet gekozen.
Costerus was lid van de Maatschappij tot Nut van 't Algemeen (dept. Utrecht), Maatschappij der Nederlandsche Letterkunde te Leiden, het Provinciaal Utrechtsch Genootschap van Kunsten en Wetenschappen en het Friesch Genootschap van Geschied-, Oudheid- en Taalkunde. Ook was hij actief in het provinciaal kerkbestuur van Friesland. Hij trouwde in 1834 met Wilhelmina Jacoba Cornelia Teengs, met wie hij 5 dochters en 2 zoons kreeg. Na het overlijden van Wilhelmina in 1852 hertrouwde hij in 1853 met Antoinetta Witteveen, met wie hij nog eens 5 zoons en een dochter zou krijgen.